# Faema (equipa ciclista)
Faema foi um equipa ciclista de estrada que competiu entre 1955 a 1962. Tem as origens com a antiga equipa italiana Guerra dirigido por Learco Guerra. Dois anos depois, a formação passa a ter licença belga. No final de 1961 parte da estrutura uniu-se ao Wiel's-Flandria criando assim o Flandria-Faema. O resto da equipa manteve-se com o nome de Faema mas já com licença espanhola. Este projecto só durou um ano, e em 1963 já se tinha fundido com o Flandria.
Não deve se confundir com a posterior equipa também chamado Faema.

## Principais resultados
- Volta à Suíça: Rolf Graf (1956)
- Paris-Bruxelas: Rik Van Looy (1956, 1958), Leon Van Daele (1957)
- Gante-Wevelgem: Rik Van Looy (1956 e 1957)
- Liège-Bastogne-Liège: Germain Derycke (1957), Rik Van Looy (1961)
- Milão-Sanremo: Rik Van Looy (1958)
- Paris-Roubaix: Léon Van Daele (1958), Rik Van Looy (1961)
- Volta a Levante: Hilaire Couvreur (1958), Fernando Manzaneque (1960), Salvador Garrafa (1961)
- Paris-Tours: Gilbert Desmet (1958), Rik Van Looy (1959)
- Volta à Catalunha: Salvador Garrafa (1959)
- Giro de Lombardia: Rik Van Looy (1959)
- Tour de Flandres: Rik Van Looy (1959)
- Flecha Valona: Jos Hoevenaars (1959)
- Paris-Nice: Raymond Impanis (1960)
- Volta à Alemanha: Friedhelm Fischerkeller (1961)
- Subida a Urkiola: Julio Jiménez (1962)
- Tour de l'Avenir: Antonio Gómez del Moral (1962)

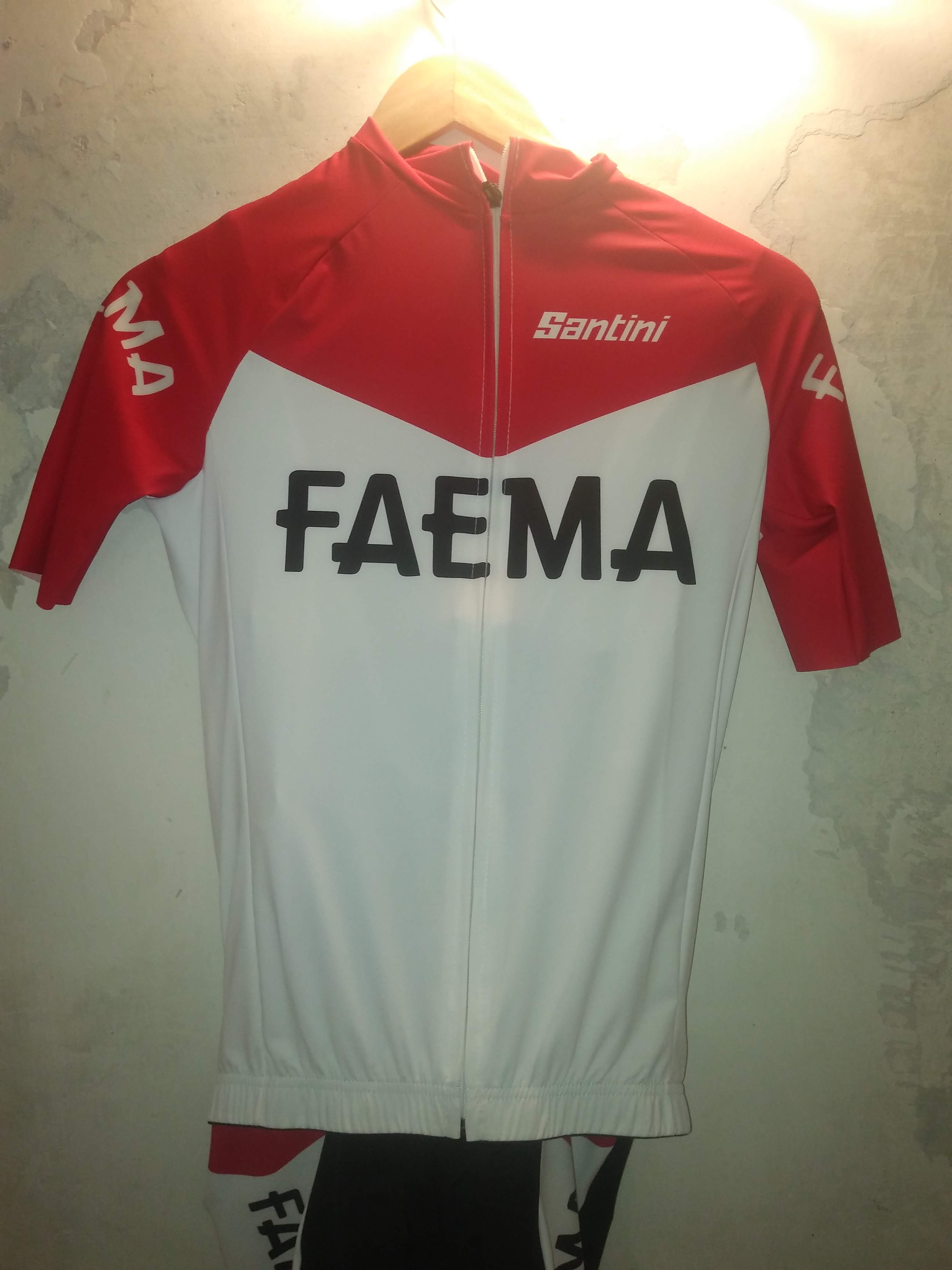
Maillot da equipa ciclista do Faema (1960)

### Nas grandes voltas
- Giro d'Italia
  - 7 participações (1955, 1956, 1957, 1958, 1959, 1960, 1961)
  - 30 vitórias de etapa:
    - 7 em 1956: Charly Gaul (3), Miguel Poblet (4)
    - 2 em 1957: Charly Gaul (2)
    - 4 em 1958: Salvador Botella, Federico Bahamontes, Silvano Ciampi, Charly Gaul
    - 4 em 1959: Rik Van Looy (4)
    - 4 em 1960: Rik Van Looy (3), Salvador Botella
    - 8 em 1961: Rik Van Looy (3), Willy Schroeders (2), Louis Proost, Antonio Suárez, Piet van Est

  - 1 classificação final:
    - Charly Gaul: 1956

  - 3 classificações secundárias:
    - Grande Prêmio da montanha: Charly Gaul (1956), Rik Van Looy (1960)
    - Classificação por equipas: (1961)

- Tour de France
  - 0 participações

- Volta a Espanha
  - 4 participações (1959, 1960, 1961, 19622)[4]
  - 14 vitórias de etapa:
    - 5 em 1959: Rik Van Looy (4), Gabriel Mas
    - 4 em 1960: Salvador Botella, Jesús Galdeano, Federico Bahamontes, Antonio Suárez
    - 4 em 1961: Jesús Galdeano, Angelino Soler, Antonio Suárez, Francisco Moreno
    - 1 em 1962: Antonio Gómez del Moral

  - 1 classificação finais:
    - Angelino Soler: (1961)

  - 3 classificações secundárias:
    - Classificação por pontos: Rik Van Looy (1959), Antonio Suárez (1961)
    - Classificação por equipas (1961)